# فهرست برترین گلزنان تیم ملی فوتبال ایران

در این فهرست نام برترین گلزنان تیم ملی مردان فوتبال ایران در بازی‌های بین‌المللی آمده که شامل جام‌های زیر نظر فیفا یا کنفدراسیون فوتبال آسیا و بازی‌های دوستانهٔ بین‌المللی است و بازی‌های دوستانهٔ غیررسمی را در بر نمی‌گیرد.

## فهرست
تا تاریخ ۱۰ ژوئن ۲۰۲۵ (۲۰ خرداد ۱۴۰۴)
بازیکنانی که پررنگ هستند همچنان در زمینهٔ ملی فعال هستند.
| #  | نام                 | گل‌های ملی | بازی‌ها | میانگین | منبع         |
| -- | ------------------- | --------- | ------ | ------- | ------------ |
| ۱  | علی دایی            | ۱۰۸       | ۱۴۸    | ۰٫۷۳    | [ ۱ ] [ ۲ ]  |
| ۲  | سردار آزمون         | ۵۷        | ۹۱     | ۰٫۶۳    | [ ۳ ]        |
| ۳  | مهدی طارمی          | ۵۵        | ۹۴     | ۰‌٫۵۸    | [ ۴ ] [ ۵ ]  |
| ۴  | کریم باقری          | ۵۰        | ۸۷     | ۰٫۵۷    |              |
| ۵  | علی کریمی           | ۳۸        | ۱۲۷    | ۰٫۳۰    | [ ۶ ]        |
| ۵  | جواد نکونام         | ۳۸        | ۱۴۹    | ۰٫۲۶    | [ ۷ ] [ ۸ ]  |
| ۷  | کریم انصاری‌فرد      | ٣۰        | ۱۰۴    | ۰٫۲۸    | [ ۹ ] [ ۱۰ ] |
| ۸  | غلامحسین مظلومی     | ۱۹        | ۴۰     | ۰٫۴۷    | [ ۴ ]        |
| ۹  | فرشاد پیوس          | ۱۸        | ۳۴     | ۰٫۵۵    | [ ۴ ] [ ۱۱ ] |
| ۱۰ | رضا قوچان‌نژاد       | ۱۷        | ۴۴     | ۰٫۳۹    | [ ۴ ]        |
| ۱۰ | علیرضا جهانبخش      | ۱۷        | ۹۱     | ۰٫۱۹    | [ ۱۲ ]       |
| ۱۲ | حمید علیدوستی       | ۱۵        | ۲۷     | ۰٫۵۵    | [ ۴ ]        |
| ۱۲ | وحید هاشمیان        | ۱۵        | ۵۰     | ۰٫۳۰    | [ ۴ ]        |
| ۱۴ | ناصر محمدخانی       | ۱۴        | ۲۷     | ۰٫۵۱    | [ ۴ ]        |
| ۱۴ | پرویز قلیچ‌خانی      | ۱۴        | ۶۶     | ۰٫۲۱    | [ ۱۳ ]       |
| ۱۴ | علیرضا واحدی نیکبخت | ۱۴        | ۷۳     | ۰٫۱۹    | [ ۱۴ ]       |
| ۱۷ | علی جباری           | ۱۳        | ۳۷     | ۰٫۳۰    | [ ۴ ]        |
| ۱۷ | حسن روشن            | ۱۳        | ۴۸     | ۰٫۲۷    | [ ۴ ]        |
| ۱۷ | همایون بهزادی       | ۱۳        | ۳۳     | ۰٫۳۹    | [ ۴ ]        |
| ۱۷ | مهدی مهدوی‌کیا       | ۱۳        | ۱۱۰    | ۰٫۱۱    | [ ۱۵ ]       |
| ۲۱ | بهتاش فریبا         | ۱۲        | ۱۶     | ۰٫۷۵    | [ ۱۶ ]       |
| ۲۱ | حمیدرضا استیلی      | ۱۲        | ۸۲     | ۰٫۱۵    | [ ۱۷ ]       |
| ۲۳ | حسین فرکی           | ۱۱        | ۲۲     | ۰٫۵۰    | [ ۱۸ ]       |
| ۲۳ | حسین کلانی          | ۱۱        | ۲۴     | ۰٫۴۶    | [ ۱۹ ]       |
| ۲۳ | محمد محبی           | ۱۱        | ۲۸     | ۰٫۳۹    |              |
| ۲۳ | خداداد عزیزی        | ۱۱        | ۴۷     | ۰٫۲۳    | [ ۴ ]        |
| ۲۳ | غلامرضا رضایی       | ۱۱        | ۵۰     | ۰٫۲۲    | [ ۴ ]        |
| ۲۳ | اشکان دژاگه         | ۱۱        | ۵۹     | ۰٫۱۹    | [ ۴ ] [ ۲۰ ] |
| ۲۳ | علی پروین           | ۱۱        | ۷۶     | ۰٫۱۴    | [ ۲۱ ]       |
| ۳۰ | کریم باوی           | ۱۰        | ۲۴     | ۰٫۴۲    | [ ۲۲ ]       |
| ۳۰ | عبدالصمد مرفاوی     | ۱۰        | ۲۹     | ۰٫۳۴    | [ ۲۳ ]       |
| ۳۰ | آرش برهانی          | ۱۰        | ۳۹     | ۰٫۲۶    | [ ۲۴ ]       |
| ۳۰ | فرهاد مجیدی         | ۱۰        | ۴۵     | ۰٫۲۲    | [ ۲۵ ]       |
| ۳۰ | هادی عقیلی          | ۱۰        | ۶۹     | ۰٫۱۵    | [ ۲۶ ]       |
| ۳۵ | مهدی قایدی          | ۹         | ۲۷     | ۰٫۳۳    |              |
| ۳۵ | علی اصغر مدیرروستا  | ۹         | ۳۳     | ۰٫۲۷    | [ ۲۷ ]       |
| ۳۵ | حمید درخشان         | ۹         | ۴۱     | ۰٫۲۲    | [ ۴ ]        |
| ۳۵ | آندرانیک تیموریان   | ۹         | ۱۰۱    | ۰٫۰۹    | [ ۲۸ ]       |